# Prince & Princess
PRINCE & PRINCESS – trzeci singel zespołu Versailles, wydany 10 grudnia 2008 roku. Został wydany w sześciu różnych wersjach, pięć z różnymi członkami zespołu na okładce i jedno regularne wydanie z całą grupą na okładce oraz z bonusowym utworem SILENT KNIGHT. Ta wersja utworu PRINCE różni się wstępem od udostępnionej na stronie internetowej zespołu. Utwór PRINCESS pojawił się w albumie JUBILEE, choć w innej wersji pt. PRINCESS -Revival of Church-.

## Lista utworów
| Nr | Tytuł                              | Autorzy tekstów | Muzyka          | Czas |
| -- | ---------------------------------- | --------------- | --------------- | ---- |
| 1. | "PRINCE"                           | Kamijo          | Kamijo & Hizaki | 8:51 |
| 2. | "PRINCESS"                         | Kamijo          | Hizaki          | 6:24 |
| 3. | "SILENT KNIGHT" (regularna edycja) | Kamijo          | Hizaki          | 6:24 |